# مدينة غريفيث
مدينة غريفيث هي منطقة حكومة محلية في نيوساوث ويلز، بلغ عدد سكانها 24,364  نسمة في 2011، عاصمتها غريفيث.